# TAKARAZUKA・オーレ!
『TAKARAZUKA・オーレ!』（タカラヅカ・オーレ!）は宝塚歌劇団の舞台作品。月組公演。形式名は「宝塚レビュー・グラフィティ」。宝塚は17場、東京は19場。作・演出は植田紳爾。併演作品は『エールの残照』。

## 公演期間と公演場所
- 1994年6月24日 - 8月8日　宝塚大劇場[1][2]
- 1994年11月2日 - 11月27日　東京宝塚劇場[3]
- 1995年4月13日 - 5月5日　全国ツアー[4]

### 全国ツアーの日程
- 4月13日 - 4月15日　上野学園ホール[4]
- 4月17日・18日　仙台・イズミティ21[4]
- 4月20日　グリーンホール相模大野[4]
- 4月21日 - 4月23日　市川市文化会館[4]
- 4月25日・26日　アクトシティ浜松・大ホール[4]
- 4月28日・29日　別府・ビーコンプラザ・フィルハーモニアホール[6]
- 5月1日 - 5月5日　福岡・宗像ユリックス[5]

## 解説
宝塚歌劇創立80周年を記念して、これまでに宝塚歌劇団が訪問し、公演を行った国々を巡る形で、懐かしき良き時代のレビューを舞台いっぱいに再現。場面毎にコミカルな説明を入れるなど往年の手法も取り入れた。ラスベガスから装置・衣装のスタッフを招いた公演。東京公演は一部、脚本を変更している。

## スタッフ
※下記のスタッフは全て宝塚・東京・全国ツアー共通である。
- 作曲・編曲：寺田瀧雄/吉田優子
- 音楽指揮：小高根凡平
- 振付：喜多弘/羽山紀代美/尚すみれ/黒瀧月紀夫
- 装置：ブラッドリー・ケイン/関谷敏昭
- 衣装：ホセ・ルイ・ヴィナス/有村淳
- 照明：今井直次
- 音響：加門清邦
- 小道具：万波一重
- 効果：川ノ上智洋
- 演出助手：中村一徳/植田景子
- 制作：佐分孝
- 衣装生地提供：株式会社 クラレ

## 主な配役

### 宝塚・東京
宝塚　※ロンドン公演のため、若央りさ、夏河ゆら、真琴つばさ、祐輝薫、山吹紗世、風花舞、樹里咲穂、星野瞳、瑠菜まり、彩輝直、城華阿月、成瀬こうきは休演。
- プロローグの紳士S[2]、踊る男S[1][2]、ニューヨーカー男S[1][2]、紳士S[1][2]、パレードの紳士S[2] - 天海祐希
- プロローグの淑女S[2]、フランスの女S[2]、デュエットの女[1][2]、マヌカンS[2]、踊る女S[1][2]、ニューヨーカー女S[1][2]、パレードの淑女S[2] - 麻乃佳世
- プロローグの紳士S[2]、アメリカの男S[2]、デュエットの男[1][2]、歌手[2]、カーニバルの歌手S[1][2]、パレードの紳士A[2] - 久世星佳
- ロシアの男S[2]、歌手[1][2]、踊る男[2] - 姿月あさと
- メキシコの男S[2]、歌う青年[1][2] - 汐風幸
- イギリスの女[1] - 夏妃真美

東京の変更点
- 久世・ホームズ - 久世星佳
- プロローグの紳士A、デュエットの男、タカラジェンヌA、フォーエバーの歌手、パレードの紳士A - 若央りさ
- プロローグの紳士A、歌う若者、タカラジェンヌA、フォーエバーの歌手、パレードの紳士A - 真琴つばさ
- デュエットの女 - 山吹紗世
- 歌う娘 - 夏河ゆら
- 歌う娘 - 風花舞

### 全国ツアー
- プロローグの紳士S、天海、踊る男S、ニューヨーカー男S、紳士S、パレードの紳士S - 天海祐希[5]
- プロローグの淑女S、フランスの女S、デュエットの女、マヌカンS、踊る女S、ニューヨーカー女S、パレードの淑女S - 麻乃佳世[5]
- プロローグの紳士A、アメリカの男S、デュエットの男、歌手、カーニバルの歌手S、パレードの紳士A - 久世星佳[5]
- プロローグの紳士A、ロシアの男S、歌手、踊る男、パレードの紳士A - 真琴つばさ[5]